# Campionato Italiano Prototipi 2014
Il Campionato Italiano Prototipi 2014 è la undicesima edizione del Campionato Italiano Prototipi. Il titolo italiano è stato vinto da Davide Uboldi su Osella PA21 Evo. Il titolo è stato assegnato dopo un iter giudiziale riguardante l'esclusione di Jacopo Faccioni dalla classifica dell'ultima gara per difformità tecnica, decisione infine confermata in appello.

## Calendario[2]
| Round | Circuito                                                | Data        |
| ----- | ------------------------------------------------------- | ----------- |
| 1     | Autodromo di Vallelunga, Campagnano di Roma, Italia     | 4 maggio    |
| 2     | Adria International Raceway, Adria, Italia              | 8 giugno    |
| 3     | Autodromo Enzo e Dino Ferrari, Imola, Italia            | 29 giugno   |
| 4     | Autodromo internazionale del Mugello, Scarperia, Italia | 13 luglio   |
| 5     | Autodromo dell'Umbria, Magione, Italia                  | 3 agosto    |
| 6     | Autodromo Riccardo Paletti, Varano de' Melegari, Italia | 7 settembre |
| 7     | Autodromo Nazionale Monza, Monza, Italia                | 26 ottobre  |

## Entry List[3]
| Team              | Vettura          | No. | Pilota            | Round     |
| CN2               | CN2              | CN2 | CN2               | CN2       |
| ----------------- | ---------------- | --- | ----------------- | --------- |
| Scuderia NT       | Osella PA21 Evo  | 1   | Jacopo Faccioni   | Tutti     |
| Uboldi Corse Pata | Osella PA21 Evo  | 2   | Davide Uboldi     | Tutti     |
| Progetto Corsa    | Osella PA21(???) | 5   | Filippo Vita      | 1-4       |
| Progetto Corsa    | Osella PA21 Evo  | 5   | Filippo Vita      | 5         |
| PAI               | Ligier JS 51     | 5   | Filippo Vita      | 6-7       |
| S.C.I.            | Lucchini P2 07   | 6   | Ranieri Randaccio | Tutti     |
| Nannini Racing    | Norma M20-F      | 7   | Marco Ghiotto     | 1         |
| Nannini Racing    | Norma M20-F      | 12  | Walter Margelli   | 3-5, 7    |
|                   | Osella PA21 Evo  | 3   | Antonio Beltratti | 3         |
| Progetto Corsa    | Osella PA21 Evo  | 4   | Manuel Deodati    | 1, 3, 5-7 |
| Progetto Corsa    | Osella PA21 Evo  | 14  | Marco Visconti    | 7         |
| Progetto Corsa    | Osella PA21 Evo  | 3   | Angelo Marino     | 7         |
|                   | Wolf GB08        | 8   | Paride Macario    | 1         |
| Best Lap          | Wolf GB08        | 9   | Maurizio Pitorri  | 1         |
| CN4               |                  |     |                   |           |
| S.C.I.            | Lucchini P2 07   | 51  | Claudio Francisci | Tutti     |
| Audisio&Benvenuto | Lucchini P2 07   | 57  | Marco Jacoboni    | 1, 3-4, 7 |
| Audisio&Benvenuto | Lucchini P2 07   | 56  | Joe Castellano    | 1, 3, 7   |
| Uboldi Corse Pata | Lucchini P2 07   | 55  | Davide Pigozzi    | 1-3, 5    |

## Classifiche
Punteggi
| Posizione | 1° | 2° | 3° | 4° | 5° | 6° | 7° | 8° | 9° | 10° | Pole | FL |
| Punti     | 20 | 15 | 12 | 10 | 8  | 6  | 4  | 3  | 2  | 1   | 1    | 1  |

### Piloti

#### Assoluta
| Pos. | Driver            | Team              | VAL | VAL | ADR | ADR | IMO | IMO | MUG | MUG | MAG | MAG | VAR | VAR | MON | MON | Punti |
| Pos. | Driver            | Team              | G1  | G2  | G1  | G2  | G1  | G2  | G1  | G2  | G1  | G2  | G1  | G2  | G1  | G2  | Punti |
| ---- | ----------------- | ----------------- | --- | --- | --- | --- | --- | --- | --- | --- | --- | --- | --- | --- | --- | --- | ----- |
| 1    | Davide Uboldi     | Uboldi Corse Pata | 6   | 3   | 5   | 2   | 1   | 9   | 1   | 6   | 1   | 1   | 1   | 2   | 9   | 1   | 193   |
| 2    | Jacopo Faccioni   | Scuderia NT       | 1   | 2   | 1   | 1   | 3   | 3   | 3   | 2   | 6   | 3   | 5   | 1   | 4   | SQ  | 190   |
| 3    | Marco Jacoboni    | Audisio&Benvenuto | 2   | 1   |     |     | Rit | 1   | 2   | 1   |     |     |     |     | 1   | 2   | 126   |
| 4    | Filippo Vita      | Progetto Corsa    | 5   | 6   | 3   | 5   | 9   | 5   | 4   | 3   | 2   | 5   |     |     |     |     | 121   |
| 4    | Filippo Vita      | PAI               |     |     |     |     |     |     |     |     |     |     | 2   | 3   | 8   | 9   | 121   |
| 5    | Ranieri Randaccio | S.C.I.            | 8   | 8   | 4   | 4   | 6   | 4   | 5   | 4   | 3   | 7   | 4   | 4   | 7   | 7   | 104   |
| 6    | Claudio Francisci | S.C.I.            | 9   | 5   | 2   | 3   | 5   | Rit | 6   | SQ  | Rit | 6   | 3   | NP  | 6   | 8   | 78    |
| 7    | Manuel Deodati    | Progetto Corsa    | 3   | 4   |     |     | 2   | 8   |     |     | 5   | 2   | Rit | Rit | NP  | 5   | 75    |
| 8    | Walter Margelli   | Nannini Racing    |     |     |     |     | 4   | 2   | Rit | 5   | 4   | 4   |     |     | 3   | 4   | 75    |
| 9    | Marco Visconti    | Progetto Corsa    |     |     |     |     |     |     |     |     |     |     |     |     | 2   | 3   | 28    |
| 10   | Angelo Marino     | Progetto Corsa    |     |     |     |     |     |     |     |     |     |     |     |     | 5   | 6   | 14    |
| 11   | Joe Castellano    | Audisio&Benvenuto | 10  | 9   |     |     | 8   | 6   |     |     |     |     |     |     | Rit | 10  | 13    |
| 12   | Marco Ghiotto     | Nannini Racing    | 4   | Rit |     |     |     |     |     |     |     |     |     |     |     |     | 10    |
| 13   | Paride Macario    |                   | 7   | 7   |     |     |     |     |     |     |     |     |     |     |     |     | 8     |
| 13   | Antonio Beltratti |                   |     |     |     |     | 7   | 7   |     |     |     |     |     |     |     |     | 8     |
| 14   | Maurizio Pitorri  | Best Lap          | 11  | 10  |     |     |     |     |     |     |     |     |     |     |     |     | 1     |
| 15   | Davide Pigozzi    | Uboldi Corse Pata | 12  | 11  | NP  |     | NP  | NP  |     |     | Rit | NP  |     |     |     |     | 0     |

| Colore  | Risultato             |
| ------- | --------------------- |
| Oro     | Vincitore             |
| Argento | 2º posto              |
| Bronzo  | 3º posto              |
| Verde   | Finito a punti        |
| Blu     | Finito senza punti    |
| Viola   | Ritirato (Rit)        |
| Viola   | Non classificato (NC) |
| Rosso   | Non qualificato (NQ)  |
| Nero    | Squalificato (SQ)     |
| Bianco  | Non partito (NP)      |
| Bianco  | Non ha gareggiato     |
| Bianco  | Infortunato (INF)     |
| Bianco  | Escluso (ES)          |
| Bianco  | Gara cancellata (C)   |